# Felix Wankel

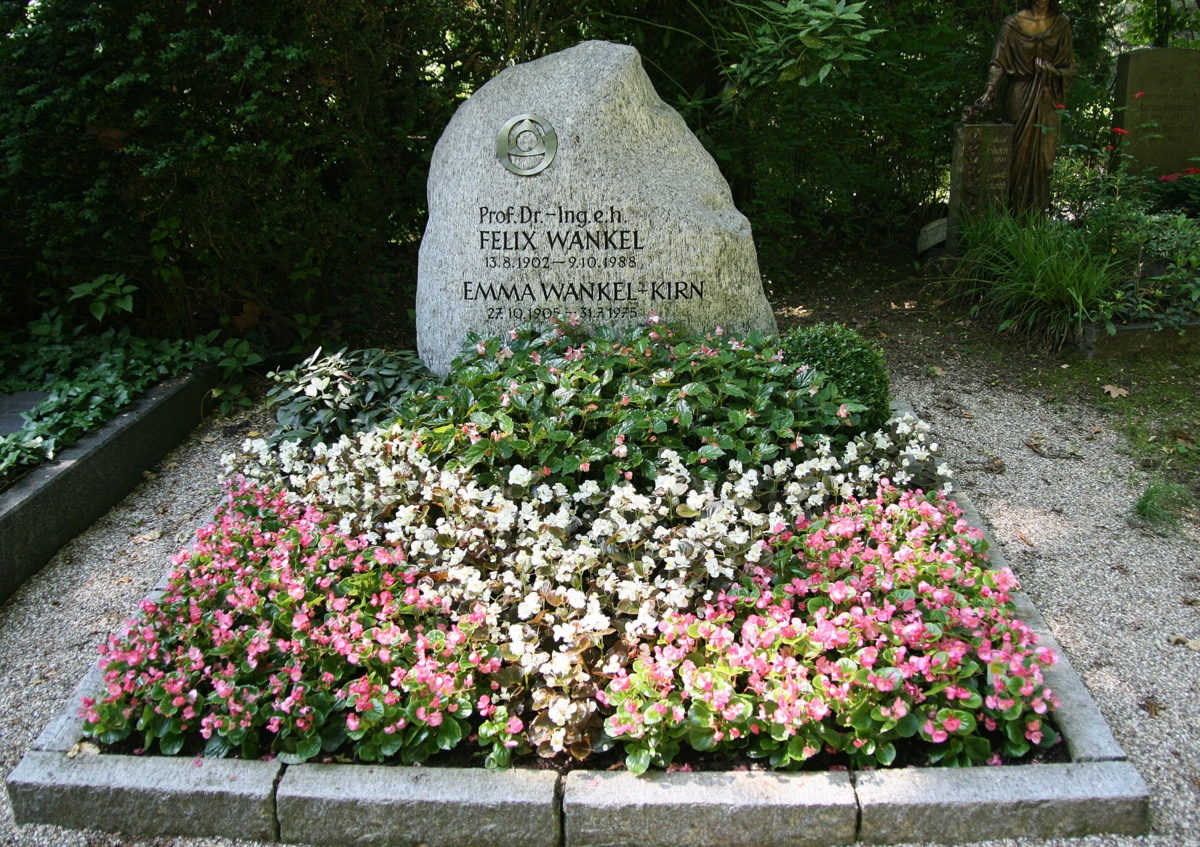
Tumba de Wankel en Heidelberg.

Felix Wankel (Lahr, 13 de agosto de 1902 - Heidelberg, 9 de octubre de 1988) fue un ingeniero alemán, inventor del motor rotativo Wankel, un diseño de motor a explosión sin cilindros que constituye una significativa mejora sobre los diseños tradicionales, aunque apenas ha sido empleado en la industria automotriz.

## Biografía
Wankel fue un completo autodidacta, y nunca dominó las matemáticas; la idea del motor rotativo la concibió a temprana edad, en el curso de experimentos domésticos para fabricar un motor de combustión interna. Su ingenio le granjeó alguna fama, y durante la década del '40 diseñó válvulas y portezuelas para los submarinos de la marina alemana. Su trabajo para el ejército lo llevó a prisión tras el fin de la guerra.

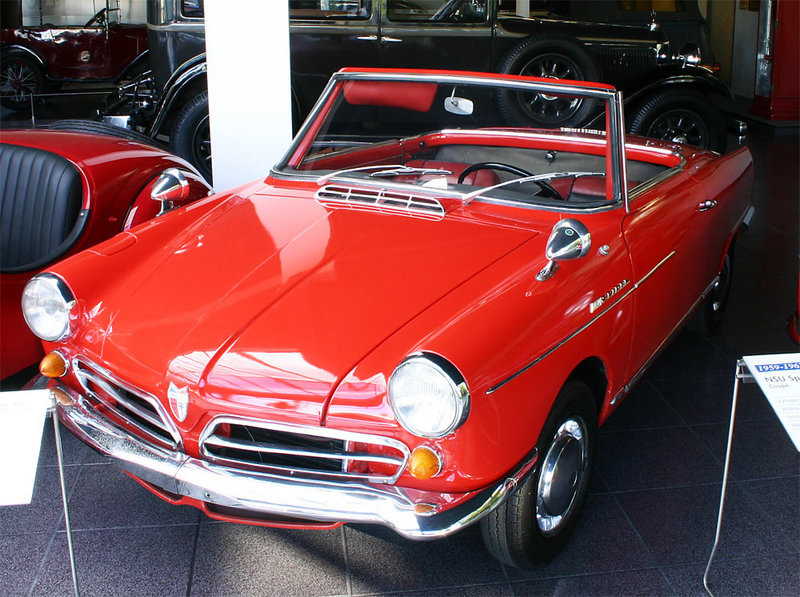
Spider de NSU con motor Wankel.

No sería hasta 1957, trabajando para NSU Motorenwerke AG, cuando fabricaría el primer prototipo funcional del motor que lleva su nombre. Obtuvo una patente para el mismo ese mismo año; el diseño recibió mejoras por la empresa estadounidense Curtiss-Wright, y al año siguiente la automotriz japonesa Mazda adquirió una licencia para emplearlo. La serie RX de deportivos de Mazda es la única línea comercial de automóviles que emplea actualmente el motor Wankel, con considerable éxito en rendimiento. En 1969 sus inventos le granjearon a Wankel un doctorado honoris causa de la Universidad Técnica de Múnich.

## Reconocimientos
En 1970, Wankel estableció la fundación que lleva su nombre, a través de la cual se dedicó a promover los derechos animales. Wankel nunca obtuvo una licencia de conducir, ya que sufría de miopía. Murió en Heidelberg en 1988.